# Tony Sibson
Tony Sibson (ur. 9 kwietnia 1958 w Leicester) – angielski bokser, zawodowy mistrz Europy (EBU), Wspólnoty Brytyjskiej oraz Wielkiej Brytanii w kategorii średniej. Trzykrotnie walczył w swojej karierze o mistrzostwo świata.

## Początki
Sibson urodził się w Leicester w roku 1958. Jako dziecko był nieśmiały i nie wyróżniał się spośród innych uczniów w swojej klasie. Kiedy miał 14. lat, zaczął pracować na pół etatu jako murarz. Sibson pracował dla swojego wujka, a jego pomoc polegała głównie na noszeniu oraz przewożeniu taczką materiału budowlanego. W wieku 16. lat zaczął pracować w rzeźni, w pobliżu rynku bydła w Leicester. Mimo pracy i szkoły, Sibson kontynuował karierę bokserską, reprezentując młodzieżową drużynę Anglii. Na amatorskim ringu stoczył 102. walki, z tego 82. jako senior.

## Kariera zawodowa
Jako zawodowiec oficjalnie zadebiutował 9 kwietnia 1976 roku, w swoje osiemnaste urodziny. W debiucie pokonał przez techniczny nokaut w drugiej rundzie Charliego Richardsona. Do końca 1976 roku stoczył jeszcze osiem pojedynków, odnosząc same zwycięstwa.
18 października 1977 zmierzył się z rodakiem Patem Thomasem w pojedynku, który był zaplanowany na osiem rund. Po ośmiu rundach został ogłoszony remis, a Thomas przerwał passę 17. zwycięstw z rzędu Sibsona. 23 maja 1978 doznał pierwszej porażki w zawodowej karierze. Pogromcą Sibsona okazał się niepokonany bokser z Zambii Lottie Mwale, który znokautował Sibsona już w pierwszej rundzie. Drugiej porażki doznał 24 października 1978, przegrywając na punkty z naturalizowanym rodakiem Eddiem Smithem.
10 kwietnia 1979 zdobył swój pierwszy zawodowy tytuł w karierze, zostając mistrzem Wielkiej Brytanii w kategorii średniej. Tytuł utracił już w pierwszej obronie, przegrywając 6 listopada tego samego roku z Kevinem Finneganem. 8 grudnia 1980 zmierzył się z Włochem Matteo Salveminim o mistrzostwo Europy w kategorii średniej. Sibson znokautował niepokonanego Włocha w rundzie siódmej i odebrał mu mistrzostwo Europy. Tytuł obronił czterokrotnie, pokonując 14 maja 1981 Andoni Amanę, 15 września 1981 Alana Mintera, 24 listopada 1981 Nicolę Cirelli oraz 4 maja 1982 Jacques’a Chinona.
11 lutego 1983 Sibson zmierzył się z Marvinem Haglerem w walce o mistrzostwo świata WBC i WBA w kategorii średniej. Hagler zdominował pojedynek, wygrywając przez techniczny nokaut w szóstej rundzie. W ostatniej, szóstej rundzie Amerykanin dwukrotnie doprowadził do liczenia Sibsona, a sędzia przerwał pojedynek po drugim liczeniu. Za pojedynek z Haglerem, Sibson zarobił 557. tysięcy dolarów. 25 lutego 1984 odzyskał mistrzostwo Europy, pokonując Louisa Acariesa. Tytuł obronił 27 listopada 1984, pokonując po wyrównanym pojedynku Marka Kaylora.
10 września 1986 zmierzył się z Dennisem Andriesem w walce o mistrzostwo świata WBC w kategorii półciężkiej. Andries obronił tytuł, pokonując Sibsona przez techniczny nokaut w dziewiątej rundzie. Sibson był liczony trzykrotnie w rundzie dziewiątej, a po trzecim liczeniu sędzia postanowił przerwać pojedynek. Ostatni zawodowy pojedynek stoczył 7 lutego 1988, przegrywając z Frankiem Tatem w walce o mistrzostwo świata IBF w kategorii średniej.